# Caffè Meletti
Le caffè Meletti est un célèbre café de la commune d'Ascoli Piceno dans la région des Marches.

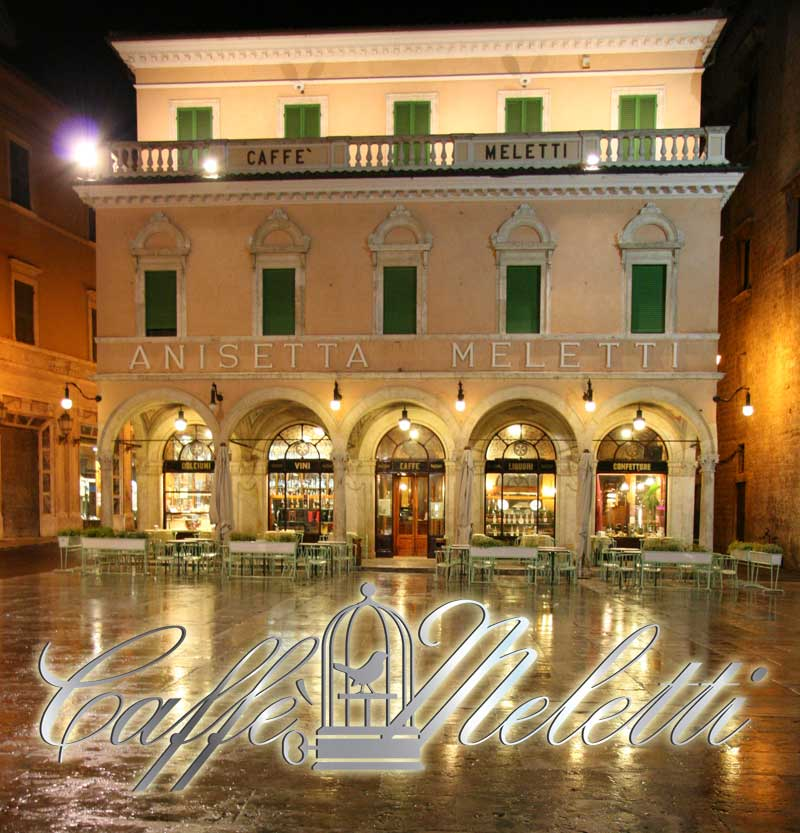

Il se trouve inséré dans l'élégant style Cinquecento de la  piazza del Popolo, à côté du palazzo dei Capitani.

## Histoire

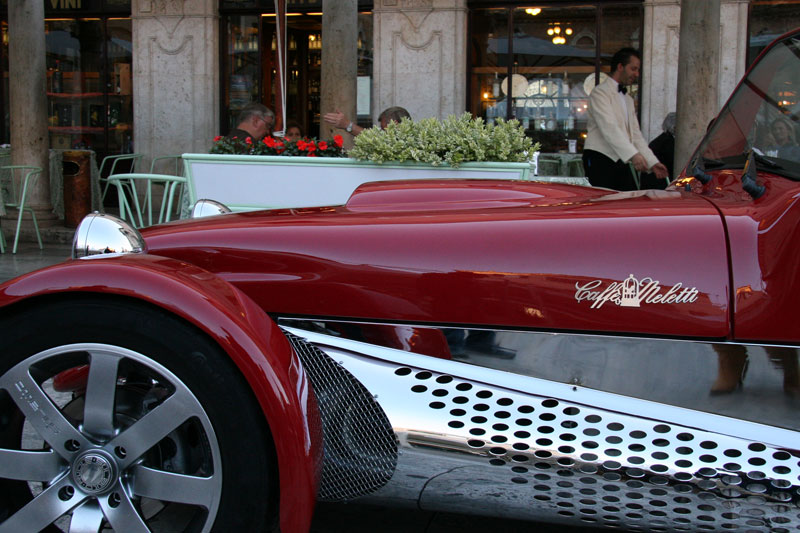
Une Twister signée Caffè Meletti.

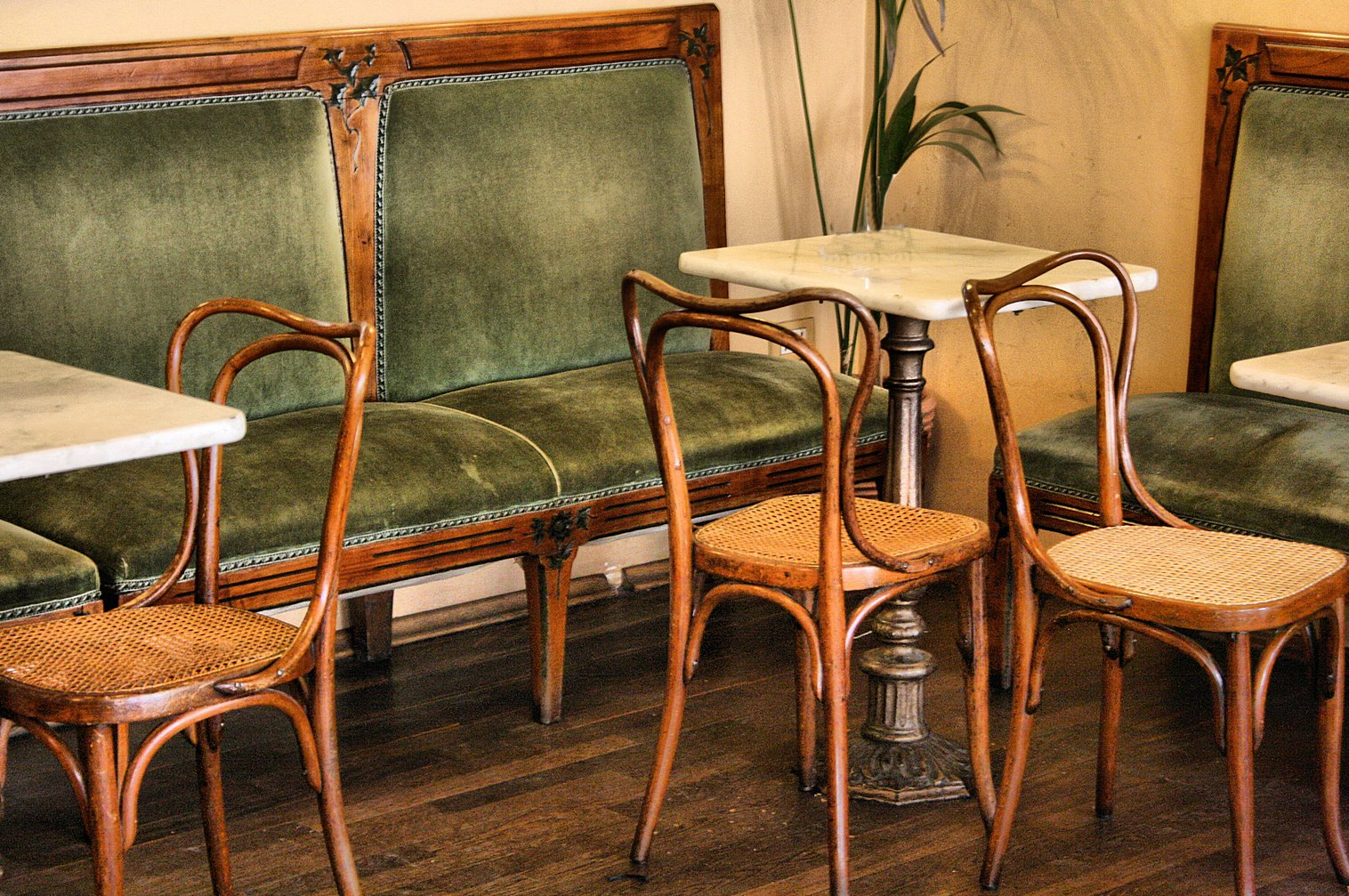
Détails de l'ameublement.

Le début de l'activité de l'établissement remonte au début du XXe siècle et, depuis il est considéré comme le rendez-vous de la vie mondaine ascolane. L'histoire du café commence réellement le 22 décembre 1905, quand  Silvio Meletti, fabricant de liqueur, acquiert l'édifice - conçu par l'architecte Marco Massimi - lors d'une vente aux enchères publiques. Devenu propriétaire des lieux, il décide de doter les locaux d'un cadre raffiné pour  l'exploitation d'un café. Sa réalisation est confiée à Enrico Cesari, ingénieur, et au peintre-décorateur Pio Nardini. Le caffè Meletti prend le nom de son propriétaire et est inauguré le soir du 18 mai 1907.
En 1981, le Ministero dei Beni Culturali e Ambientali le déclare d'intérêt historique et artistique. Après 83 ans d'activité, il est fermé en 1990 laissant un énorme vide dans la vie sociale de la cité ascolane. Huit ans plus tard, en 1996, il est racheté par la  Fondazione Cassa di Risparmio di Ascoli Piceno (Caisse d'Épargne) qui le restaure soigneusement et le restitue à la ville le 19 décembre 1998. Aujourd'hui encore, l'édifice conserve sa décoration de style Art nouveau. La couleur dominante rosa antico de sa façade se distingue parmi tous les autres édifices historiques présents dans la ville.
Au cours de sa vie, le caffè a connu et compté parmi ses clients Mario Del Monaco, Beniamino Gigli, Pietro Mascagni, Ernest Hemingway, Renato Guttuso, Jean-Paul Sartre, Simone de Beauvoir, Mario Soldati, et des hommes politiques parmi lesquels Sandro Pertini et Giuseppe Saragat.
La particularité de l'établissement ascolan est la dégustation de l'anisetta con la mosca appelée aussi sambuca (anisette à laquelle on rajoute, dans le verre, un grain de café). L'anisette maison est une liqueur à base d'anis préparée selon la recette de la casa Meletti, perfectionnée en 1870 par Silvio Meletti.

## Architecture
La façade de style néoclassique, est enrichie au rez-de-chaussée par une galerie d'arcades aux plafonds peints a fresco par  Giovanni Picca en 1883; les motifs picturaux ont été rénovés lors du chantier de restauration de 1998. Au premier étage, s'ouvrent cinq fenêtres surmontées de tympans en forme de demi-lune identiques aux autres édifices de la piazza del Popolo. Disposés à intervalle régulier des mutulus décorent le larmier des corniches. Enfin, le dernier étage présente une terrasse fermée par un garde-corps de protection aux balustres à panse galbée.

## L'intérieur
Décorés selon le style Art nouveau, sont encore aujourd'hui présents et utilisés les ornements d'origine en bois sculpté. En outre, l'ameublement se caractérise par de grands miroirs, des divans revêtus de velours vert, des petites tables rondes et carrées en marbre de Carrare et aux pieds en fonte. Le plafond de la salle du rez-de-chaussée a été peint al fresco par Pio Nardini entre 1906 et 1907 qui dédia le thème de ses peintures à l'anisette en représentant des putti entre des rameaux d'anis.

## Cinéma
Le Caffè a servi, par ailleurs, de décor cinématographique. En 1960, certaines scènes du film Les Dauphins (I delfini) de Francesco Maselli y ont été tournées ainsi que celles du film de Pietro Germi, Alfredo, Alfredo en 1971.

## Clients célèbres
Le Caffè Meletti a vu passer des habitués célèbres depuis sa fondation. En particulier, Federico Fellini (né à Rimini non loin d'Ascoli Piceno), Michelangelo Antonioni, Umberto Eco, ou encore Gabriele d'Annunzio et Patrick Modiano.

## Autres illustrations

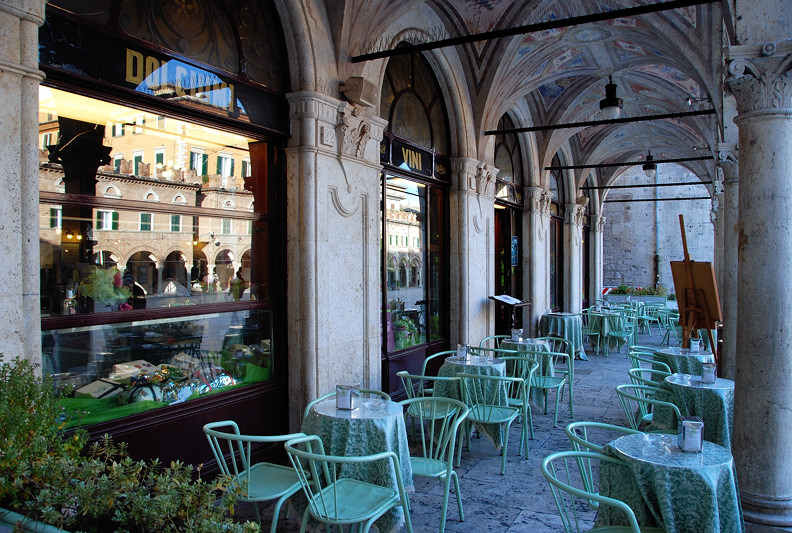
La terrasse sous les arcades.
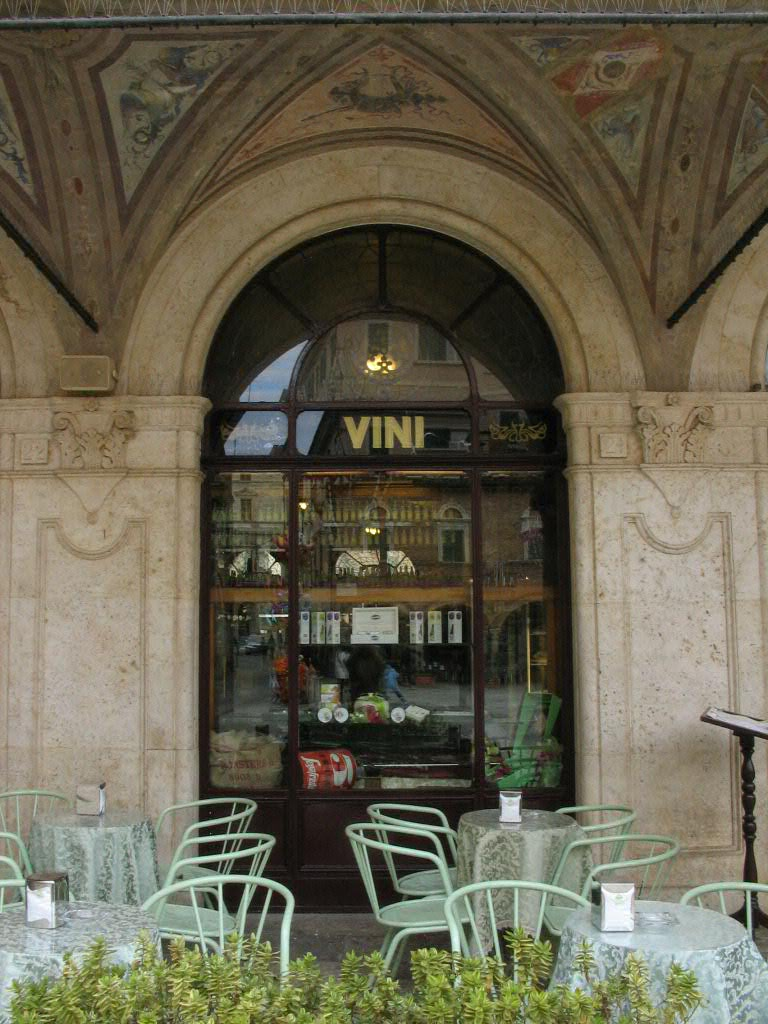
Un portique.
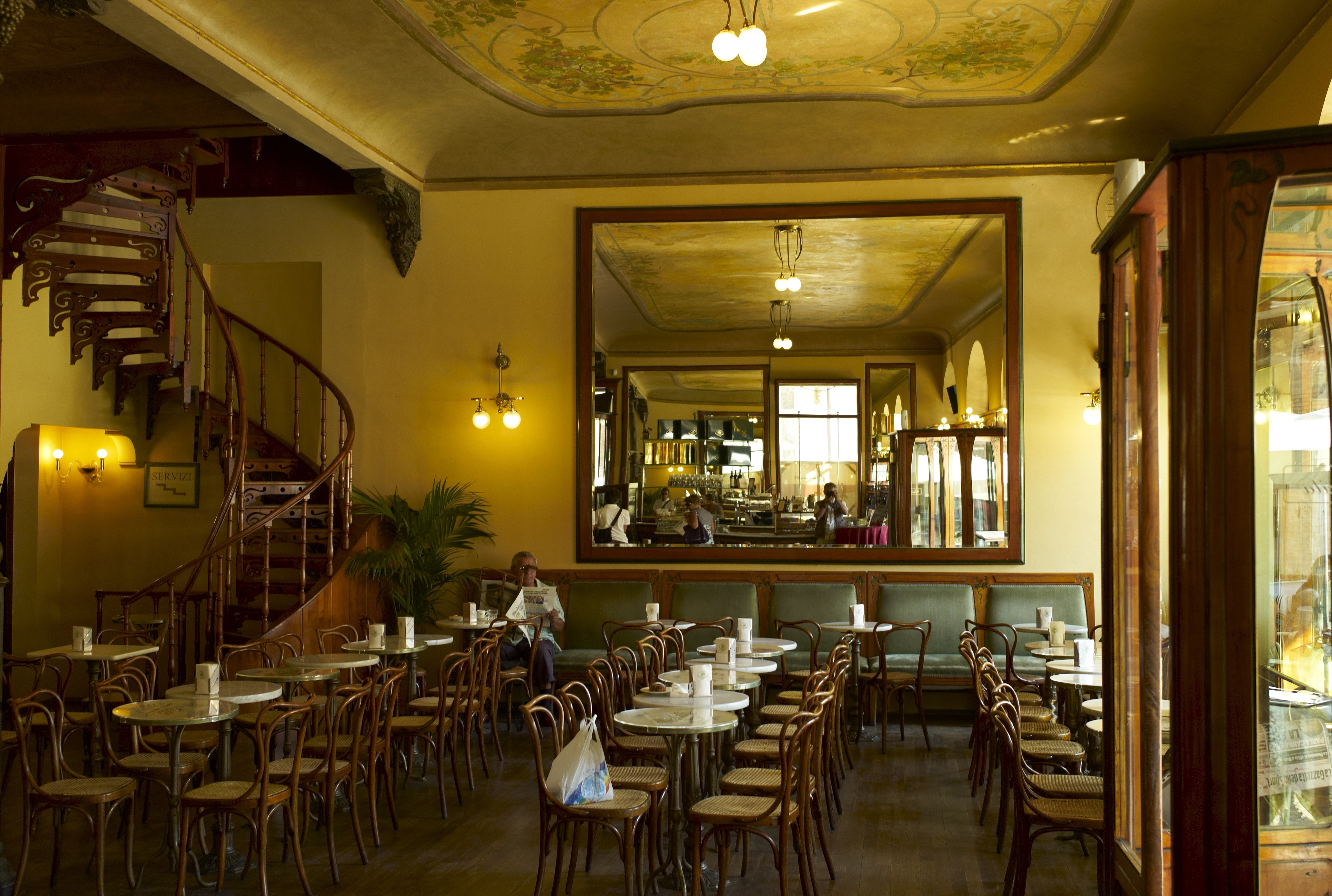
Vue de l'intérieur.
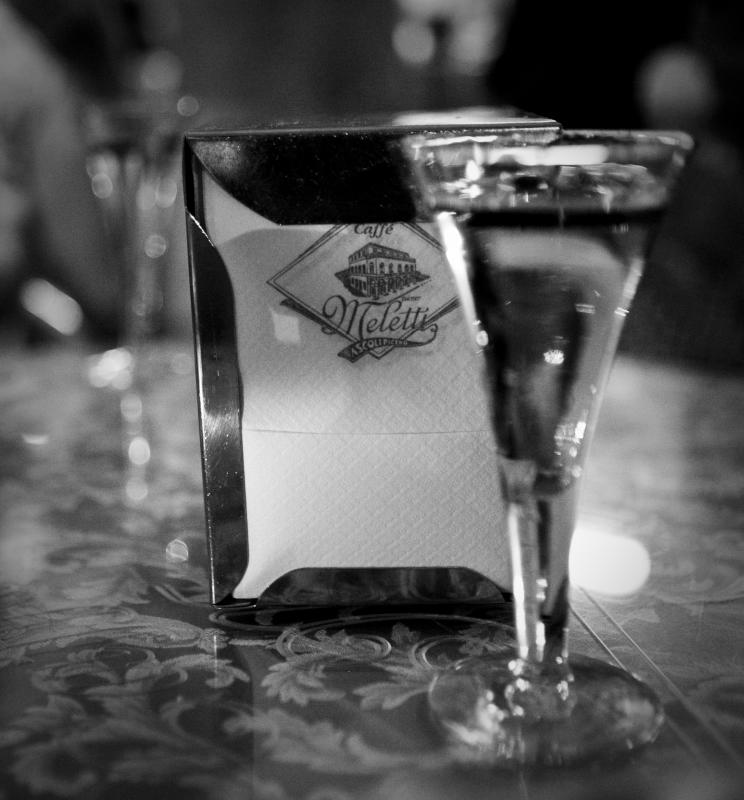
Sambuca maison.